# Piet Schoonenberg
Piet Schoonenberg (ur. 1911  zm. 1999) – holenderski teolog i biblista, jezuita.

## Życiorys
Od 1948 profesor dogmatyki na Jezuickim Wydziale Teologii w Maastricht, a od 1964 na uniwersytecie w Nijmegen; twórca niechalcedońskiej koncepcji chrystologicznej (tzw. chrystologii ludzkiej transcendencji), będącej próbą nowego spojrzenia na problem dwóch natur w osobie Jezusa Chrystusa oraz przezwyciężenia aporii między tradycjami szkół teologicznych w Aleksandrii i Antiochii.
Opublikował m.in.: Ein Gott der Menschen (1969), Wege nach Emmaus (1974). Był współautorem głośnego Katechizmu Holenderskiego. 